# Meter na sekundo
Méter na sekúndo (oznaka m/s) je izpeljana enota mednarodnega sistema enot za hitrost. Telo ima hitrost 1 m/s, če v času 1 s prepotuje razdaljo 1 m.

## Primerjava z drugimi enotami
- 1 m/s = 3,6 km/h
- 1 m/s = 2,237 mph